# Grand-Champ
Grand-Champ is een gemeente in het Franse departement Morbihan (regio Bretagne). De plaats maakt deel uit van het arrondissement Vannes. De gemeente telde 5.859 inwoners op 1 januari 2022.

## Geografie
De oppervlakte van Grand-Champ bedroeg op 1 januari 2022 67,34 vierkante kilometer; de bevolkingsdichtheid was toen 87 inwoners per km².

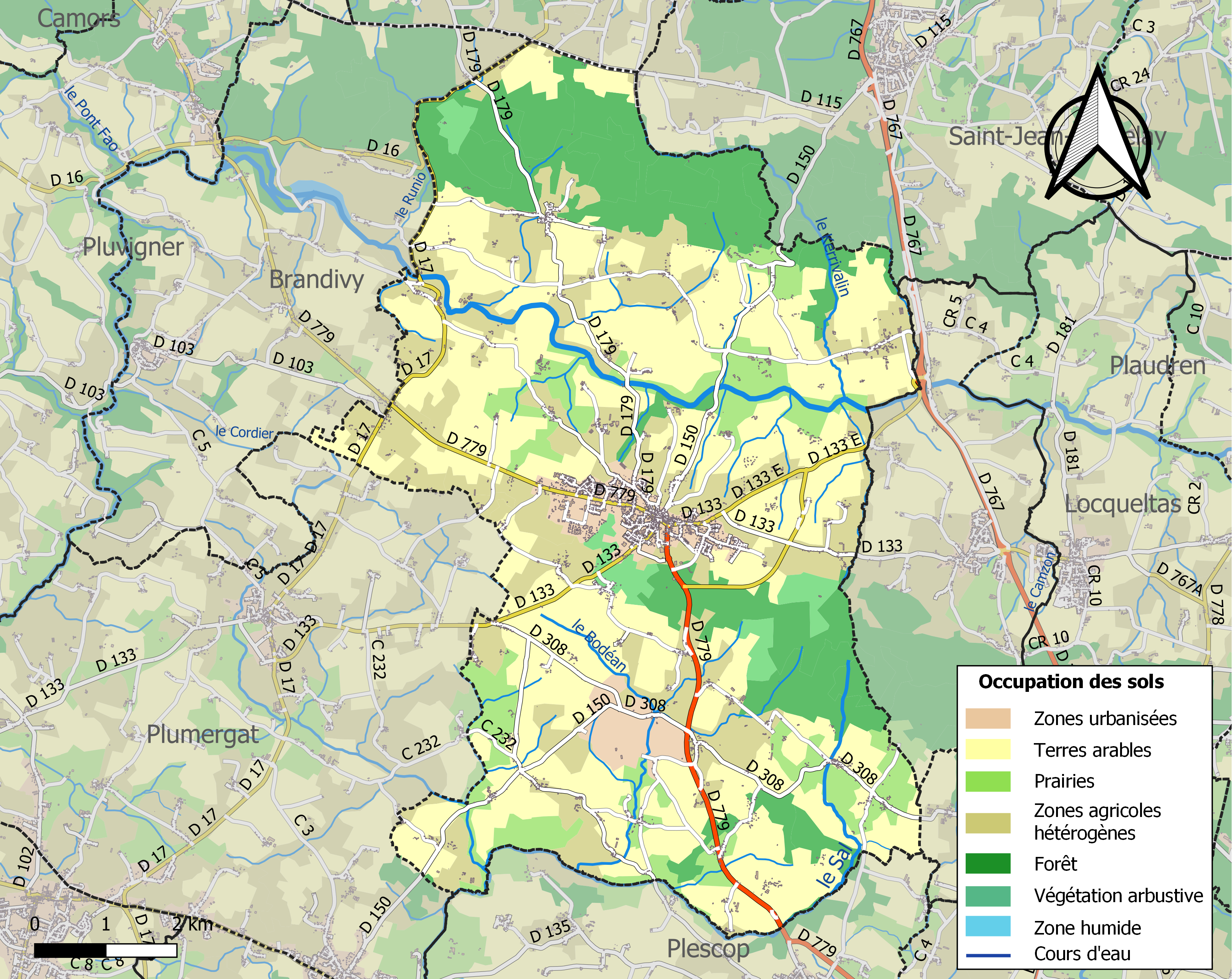
Kaart van de gemeente met de belangrijkste infrastructuur, bodemgebruik en omliggende gemeenten

## Demografie
Onderstaande figuur toont het verloop van het inwonertal, bron: INSEE-tellingen. 

## Afbeeldingen

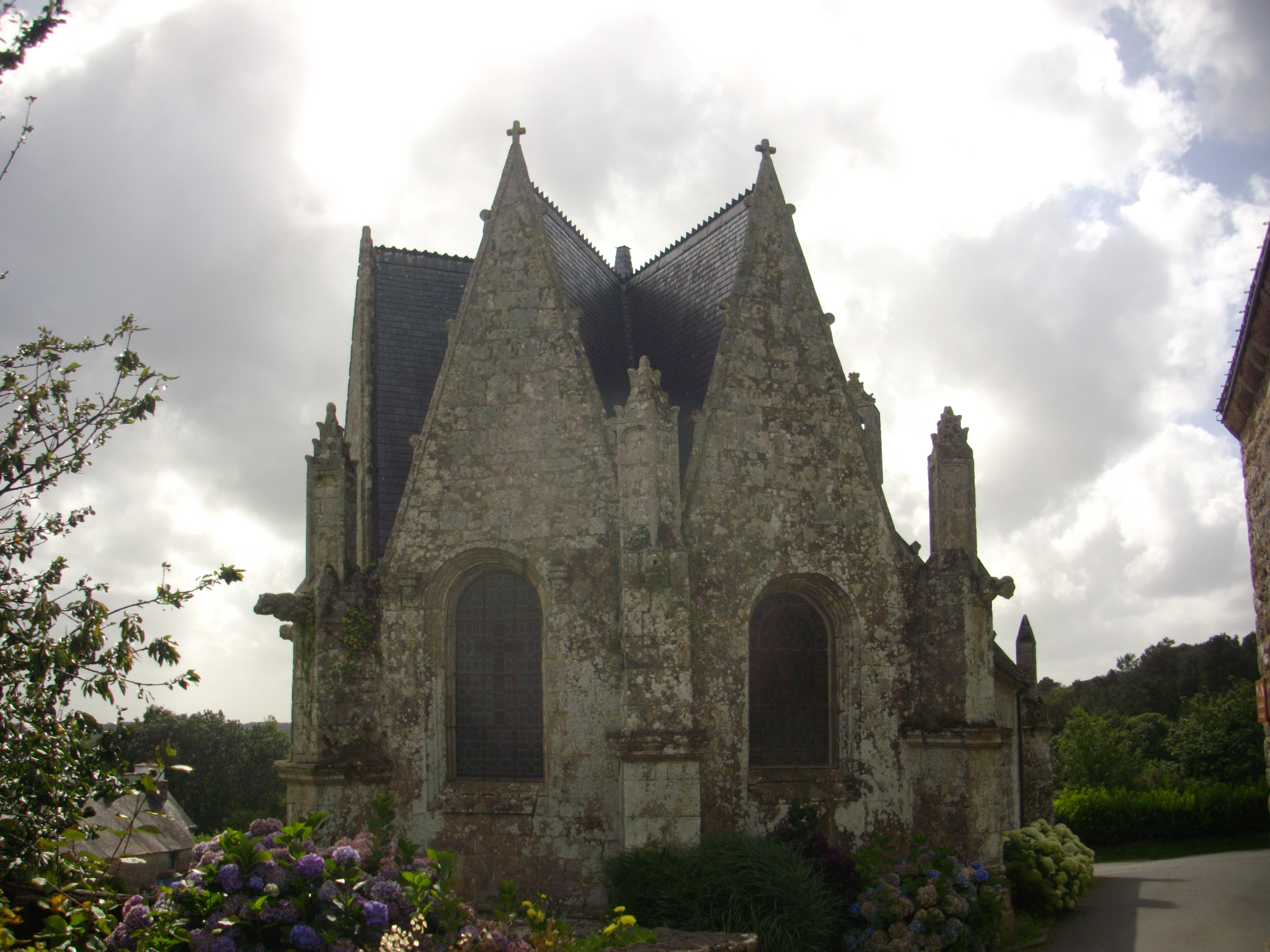
Chapelle Sainte-Brigitte
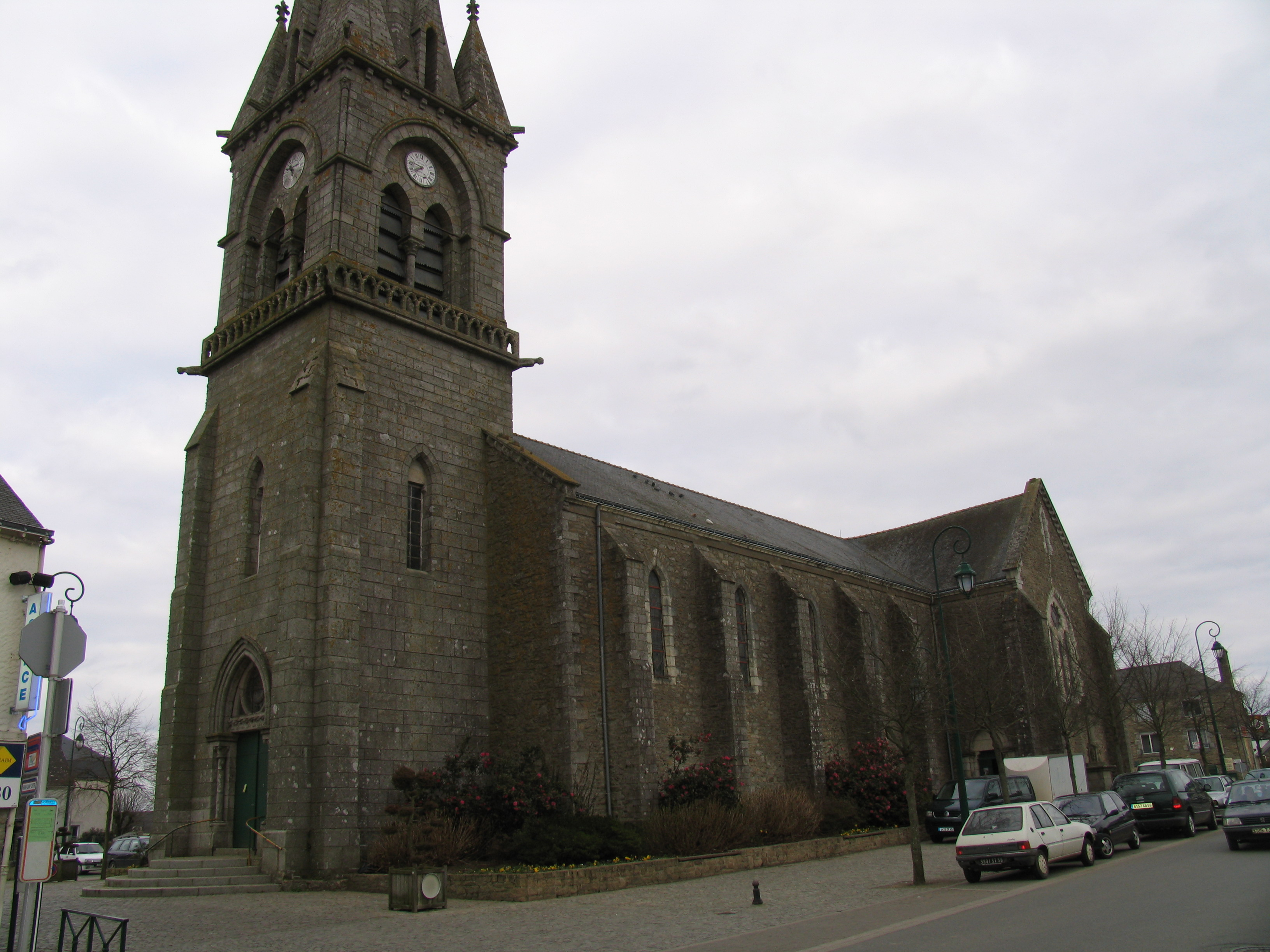
Église Saint-Tugdual
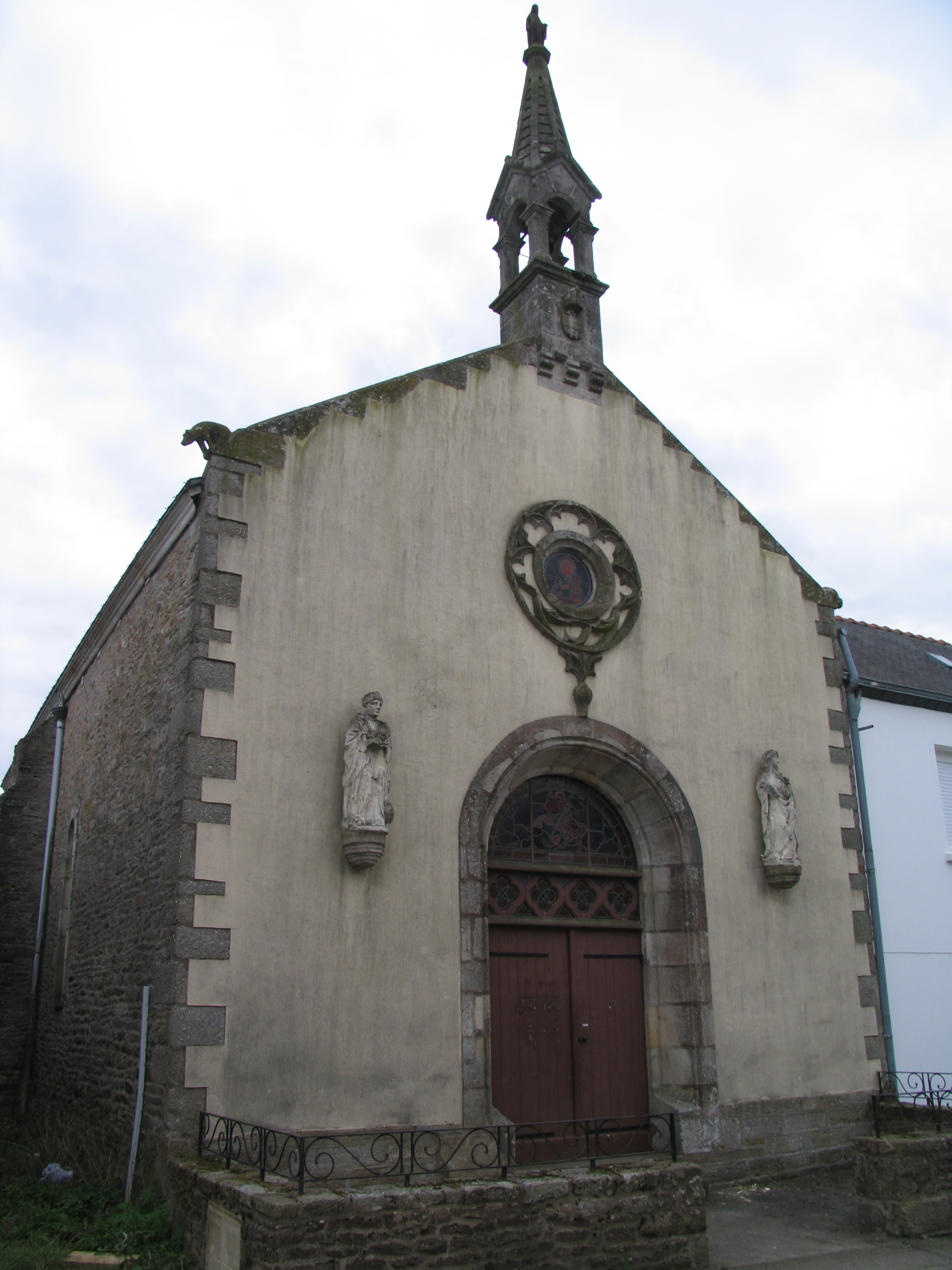
Chapelle_Notre_Dame du Perpétuel Secours